# Baseball-Weltmeisterschaft der Frauen 2012
Die Baseball-Weltmeisterschaft der Frauen 2012 war die fünfte Auflage dieses Baseball-Wettbewerbs für Frauen und fand vom 10. bis zum 19. August 2012 in Edmonton statt. 29 (23 Vorrunden-, drei Halbfinalspiele, Spiel um Platz 7 sowie die Medaillenspiele) der 36 Spiele fanden im Telus Field, die restlichen sieben (fünf Gruppen-, ein Halbfinalspiel und Spiel um Platz 5) im John Fry Park statt. Am Turnier nahmen insgesamt acht Mannschaften teil.
Die Eröffnungsfeier fand am 10. August 2012 um 19:00 Uhr im Telus Field statt.
Den Titel holte sich die Mannschaft aus Japan und konnten damit den Titel zum dritten Mal in Folge gewinnen.
Die Spiele der Japanischen Mannschaft, und somit auch das Finale, konnten live auf einem eigenen Kanal bei YouTube verfolgt werden.

## Teilnehmer
nach Kontinenten (in Klammer Anzahl der Teilnahmen)
| 1 aus Europa                  | Niederlande (2) |                       |                        |
| 3 aus Nord- und Mittelamerika | Kanada (5)      | Kuba (3)              | Vereinigte Staaten (5) |
| 1 aus Südamerika              | Venezuela (2)   |                       |                        |
| 0 aus Afrika                  |                 |                       |                        |
| 2 aus Asien                   | Japan (5)       | Chinesisch Taipeh (5) |                        |
| 1 aus Ozeanien                | Australien (5)  |                       |                        |

## Schiedsrichter
Die Schiedsrichter kamen zum größten Teil aus Nordamerika, bis auf die Niederlande hatte jedoch jede teilnehmende Nation einen Schiedsrichter nach Edmonton entsandt.
| 0 aus Europa                  |                |                   |                 |
| 9 aus Nord- und Mittelamerika | Janet Moreno   | Judy Nettler      | Drue Hoffman    |
|                               | Todd Dororthy  | Lisa Turbitt      | Elise Lallement |
|                               | Kelly Hunter   | Kimberly Bueckert | Steve Boutang   |
| 1 aus Südamerika              | Maite Bullones |                   |                 |
| 0 aus Afrika                  |                |                   |                 |
| 2 aus Asien                   | Mieko Fujiwara | Wen-Chig Liao     |                 |
| 1 aus Ozeanien                | Fiona Lambrick |                   |                 |

## Vorrunde
Alle acht Mannschaften qualifizieren sich für die so genannten Halbfinals. Auf Grund des Spielmodus in der Finalrunde besteht aber nur für die Mannschaften auf den ersten vier Plätzen die Möglichkeit um Medaillen zu spielen.

### Tabelle
| Pl. |                    | S | N | Pzt.  |
| 1.  | Japan              | 6 | 1 | 0.857 |
| 2.  | Kanada             | 6 | 1 | 0.857 |
| 3.  | Vereinigte Staaten | 5 | 2 | 0.714 |
| 4.  | Australien         | 4 | 3 | 0.571 |
| 5.  | Chinesisch Taipeh  | 3 | 4 | 0.429 |
| 6.  | Venezuela          | 3 | 4 | 0.429 |
| 7.  | Kuba               | 1 | 6 | 0.143 |
| 8.  | Niederlande        | 0 | 7 | 0.000 |

(Endstand)

### Ergebnisse
| Datum        | Zeit  | Stadion       | Begegnung          | Begegnung | Begegnung          | Ergebnis |
| ------------ | ----- | ------------- | ------------------ | --------- | ------------------ | -------- |
| 10. August   | 10:00 | Telus Field   | Vereinigte Staaten | -         | Niederlande        | 10:0 (5) |
| 10. August   | 15:00 | Telus Field   | Kuba               | -         | Australien         | 4:12     |
| 10. August   | 20:30 | Telus Field   | Kanada             | -         | Chinesisch Taipeh  | 12:2 (5) |
| 11. August   | 10:00 | Telus Field   | Chinesisch Taipeh  | -         | Kuba               | 6:3      |
| 11. August   | 13:30 | Telus Field   | Niederlande        | -         | Japan              | 0:21 (5) |
| 11. August   | 16:30 | Telus Field   | Australien         | -         | Vereinigte Staaten | 8:11     |
| 11. August   | 20:00 | Telus Field   | Venezuela          | -         | Kanada             | 2:14 (5) |
| 12. August   | 11:00 | Telus Field   | Chinesisch Taipeh  | -         | Niederlande        | 17:3 (5) |
| 12. August   | 14:00 | John Fry Park | Kuba               | -         | Venezuela          | 5:11     |
| 12. August   | 15:00 | Telus Field   | Kanada             | -         | Australien         | 5:4      |
| 12. August   | 19:30 | Telus Field   | Vereinigte Staaten | -         | Japan              | 5:2      |
| 13. August   | 11:00 | Telus Field   | Japan              | -         | Kuba               | 10:0 (5) |
| 13. August   | 14:00 | John Fry Park | Chinesisch Taipeh  | -         | Venezuela          | 4:2      |
| 13. August   | 15:00 | Telus Field   | Australien         | -         | Niederlande        | 13:11    |
| 13. August   | 19:30 | Telus Field   | Vereinigte Staaten | -         | Kanada             | 9:15     |
| 14. August   | 15:15 | Telus Field   | Japan              | -         | Chinesisch Taipeh  | 11:1 (5) |
| 14. August   | 20:00 | Telus Field   | Niederlande        | -         | Kanada             | 2:19 (5) |
| 15. August 1 | 10:00 | Telus Field   | Venezuela          | -         | Japan              | 0:3      |
| 15. August 2 | 13:00 | Telus Field   | Australien         | -         | Venezuela          | 20:1 (5) |
| 15. August 3 | 13:00 | John Fry Park | Kuba               | -         | Vereinigte Staaten | 1:9      |
| 16. August   | 11:00 | Telus Field   | Venezuela          | -         | Niederlande        | 14:6     |
| 16. August   | 14:00 | John Fry Park | Vereinigte Staaten | -         | Chinesisch Taipeh  | 13:3 (5) |
| 16. August   | 15:00 | Telus Field   | Japan              | -         | Australien         | 10:0 (6) |
| 16. August   | 19:30 | Telus Field   | Kanada             | -         | Kuba               | 12:2 (6) |
| 17. August   | 11:30 | Telus Field   | Australien         | -         | Chinesisch Taipeh  | 11:0 (5) |
| 17. August   | 14:00 | John Fry Park | Venezuela          | -         | Vereinigte Staaten | 5:1      |
| 17. August   | 15:00 | Telus Field   | Niederlande        | -         | Kuba               | 5:13     |
| 17. August   | 19:30 | Telus Field   | Japan              | -         | Kanada             | 9:7      |

1 Das Spiel Venezuela – Japan wurde wegen der verspäteten Ankunft der Venezolanischen Nationalmannschaft vom 10.8. auf den 15.8 verschoben.

2 Das Spiel Australien – Venezuela wurde wegen Regens vom 14.8. auf den 15.8. verschoben

3 Das Spiel Kuba – Vereinigte Staaten wurde wegen Regens vom 14.8. auf den 15.8. verschoben

## Finalrunde

### Halbfinale
| Datum      | Zeit  | Stadion       | Begegnung         | Begegnung | Begegnung          | Ergebnis | Spiel        |
| ---------- | ----- | ------------- | ----------------- | --------- | ------------------ | -------- | ------------ |
| 18. August | 11:00 | Telus Field   | Chinesisch Taipeh | -         | Niederlande        | 7:5      | Halbfinale 1 |
| 18. August | 14:00 | John Fry Park | Venezuela         | -         | Kuba               | 9:6      | Halbfinale 2 |
| 18. August | 15:00 | Telus Field   | Japan             | -         | Australien         | 5:1      | Halbfinale 3 |
| 18. August | 19:30 | Telus Field   | Kanada            | -         | Vereinigte Staaten | 4:17 (6) | Halbfinale 4 |

### Spiel um Platz 7
| Datum      | Zeit  | Stadion     | Begegnung | Begegnung | Begegnung   | Ergebnis |
| ---------- | ----- | ----------- | --------- | --------- | ----------- | -------- |
| 19. August | 10:00 | Telus Field | Kuba      | -         | Niederlande | 8:10     |

### Spiel um Platz 5
| Datum      | Zeit  | Stadion       | Begegnung         | Begegnung | Begegnung | Ergebnis |
| ---------- | ----- | ------------- | ----------------- | --------- | --------- | -------- |
| 19. August | 13:00 | John Fry Park | Chinesisch Taipeh | -         | Venezuela | 1:6      |

### Spiel um Platz 3
| Datum      | Zeit  | Stadion     | Begegnung | Begegnung | Begegnung  | Ergebnis |
| ---------- | ----- | ----------- | --------- | --------- | ---------- | -------- |
| 19. August | 13:00 | Telus Field | Kanada    | -         | Australien | 17:13    |

### Finale
| Datum      | Zeit  | Stadion     | Begegnung | Begegnung | Begegnung          | Ergebnis |
| ---------- | ----- | ----------- | --------- | --------- | ------------------ | -------- |
| 19. August | 17:45 | Telus Field | Japan     | -         | Vereinigte Staaten | 3:0      |

## Auszeichnungen
Im Rahmen der Schlussfeier wurden bekannt gegeben welche Spielerinnen ins All Star Team gewählt wurden und wer die Turnierauszeichnungen gewonnen hat.
| Position          | Spielerin          |
| ----------------- | ------------------ |
| Starting Pitcher  | Yukari Isozaki     |
| Relief Pitcher    | Ayami Sato         |
| Catcher           | Stephanie Savoie   |
| First Base        | Kate Psota         |
| Second Base       | Nicole Luchansky   |
| Third Base        | Christina Kreppold |
| Short Stop        | Ayaka Deguchi      |
| Outfield          | Iori Miura         |
| Outfield          | Jenna Flannigan    |
| Outfield          | Hsiao Mei Chen     |
| Designated Hitter | Tamara Holmes      |

| Auszeichnung                       | Spielerin        |
| ---------------------------------- | ---------------- |
| MVP                                | Yukari Isozaki   |
| Bester Hitter                      | Tamara Holmes    |
| Bester erreichter Laufdurchschnitt | Lauren McGrath   |
| Bestes Win/Loss Verhältnis         | Yukaria Isozaki  |
| Meisten geschlagene Runs           | Yukiko Kon       |
| Meiste Home Runs                   | Nicole Luchansky |
| Meiste gestohlene Bases            | Bronwyn Gell     |
| Meiste Runs erzielt                | Shae Lillywhite  |
| Herausragende Defensiv-Spielerin   | Ayako Rokkaku    |